# NGC 6118
NGC 6118 este o emission-line galaxy⁠(d) situată în constelația Șarpele. A fost descoperită în 14 aprilie 1785 de către William Herschel. Se află la o distanță de 20,8 de megaparseci de Pământ.